# Saint-Agnan Choler
Saint-Agnan Choler né à Paris le 12 mars 1820 et mort à Paris 9e le 10 novembre 1880, est un auteur dramatique français.
Il est le frère du dramaturge Adolphe Choler (1822-1889).

## Biographie
Il fait ses études au collège royal de Charlemagne où il obtient un prix en thème grec.
Ses pièces ont été représentées sur les plus grandes scènes parisiennes du XIXe siècle : Théâtre du Palais-Royal, Théâtre du Luxembourg, Théâtre du Gymnase, Théâtre de l'Ambigu-Comique etc.

## Œuvres
- Charles le Téméraire, comédie-vaudeville en un acte, avec Adolphe Choler et Auguste Lefranc, 1850
- L'Enfant de la halle, drame-vaudeville en 3 actes, avec, Adolphe Choler et Eugène Vachette, 1854
- La Filleule du chansonnier, drame en trois actes, mêlé de chant, fait d'après les chansons de Béranger, avec Léon Beauvallet, 1857
- Paris s'amuse !, comédie-vaudeville en trois actes, avec Adolphe Choler, 1859
- Gare l'eau, revue de 1860 en 3 actes et 5 tableaux, 1861
- Le Trou à la lune, pièce fantastique en 3 actes et 6 tableaux, 1861
- Bric-à-Brac et Cie, vaudeville fantastique en 3 actes et 6 tableaux, 1862
- Roule ta bosse !, revue en 3 actes et 7 tableaux, 1862
- Cocher! A Bobino, , revue en trois actes et neuf tableaux, 1863
- Tir' toi d'là, revue en 3 actes et 10 tableaux, 1864
- V'lan ! ca y est !, revue de l'année en 3 actes, 1865
- Entrez ! Vous êtes chez vous !, pièce en 4 actes et 5 tableaux, précédée de : Le Théâtre de l'avenir, prologue d'ouverture en 2 tableau, 1866
- Je me l'demande, revue de l'année 1866, en 10 tableaux, 1866
- A qui le tablier ?, vaudeville en 1 acte, 1872
- La Famille Guignol, vaudeville en 1 acte, 1873
- Faut du prestige, vaudeville en 1 acte, 1873
- Bobinette, vaudeville en 1 acte, 1874
- Mon collègue, pièce en 1 acte, 1875
- Tous dentistes !, pièce en 1 acte, 1875
- La Boite à Bibi, vaudeville en 3 actes, avec Alfred Duru, 1877
- Le Bouillon de la mariée, vaudeville en 1 acte, 1877
- Les Tragédies de Paris, drame en 5 actes et 10 tableaux, tiré du roman de Xavier de Montépin, 1877
- L'Accordeur, vaudeville en 1 acte, 1878
- La Première saisie, comédie en 1 acte, avec Hippolyte Bedeau, 1878
- Les Trucs de Truck, vaudeville en 1 acte, 1880